# Lorraine-Dietrich Type DO
Der Lorraine-Dietrich Type DO ist eine Baureihe von Pkw-Modellen der 1900er Jahre. Dazu gehören Type CDO und Type TDO. Hersteller war Lorraine-Dietrich in Frankreich.

## Beschreibung
Die Baureihe stand nur 1906 im Sortiment. Vorausgegangen war der De Dietrich Type CO des Vorgängerunternehmens Société de Dietrich et Cie de Lunéville. 1907 folgte der Type EO.
Der Motor entstand nach einer Lizenz von Turcat-Méry. Er ist ein Vierzylinder-Reihenmotor. Er ist als L-Kopf-Motor mit SV-Ventilsteuerung ausgeführt. Jeweils zwei Zylinder sind paarweise zusammengegossen. 130 mm Bohrung und 160 mm Hub ergeben 8495 cm³ Hubraum. Der Motor war damals in Frankreich steuerlich mit 40 CV eingestuft.
Der Motor ist vorn längs im Fahrgestell eingebaut. Er treibt über ein Vierganggetriebe und Ketten die Hinterräder an. Die Bremse wirkt zeittypisch nur auf die Hinterachse.
Type CDO hat einen kürzeren Radstand und Type TDO einen längeren Radstand. Bekannt sind Aufbauten als Doppelphaeton.